# Жирондисты

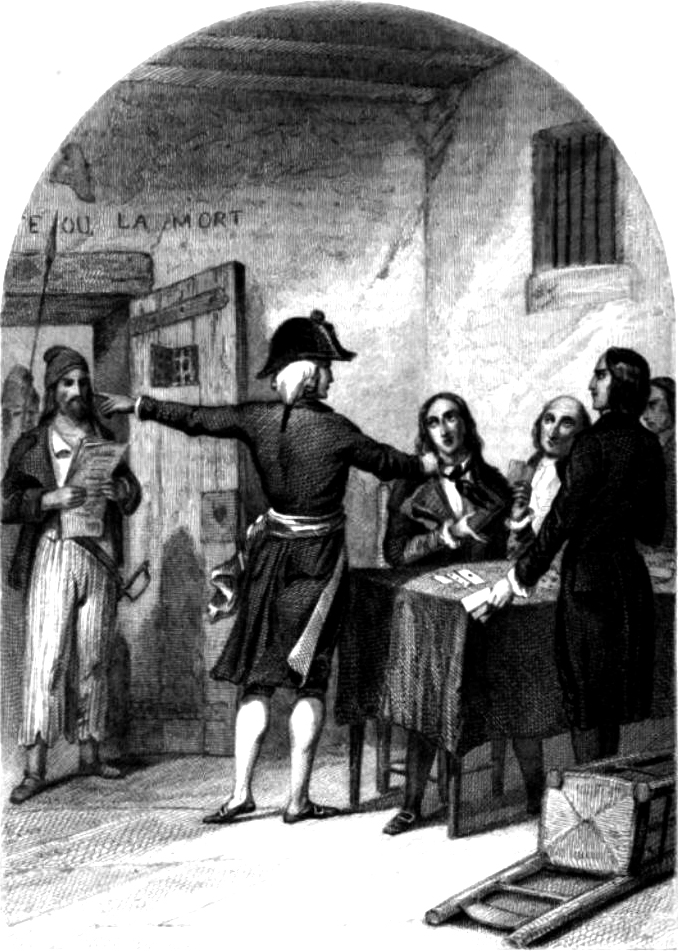

Жиронди́сты (фр. Girondins) — одна из парламентских фракций в эпоху Великой Французской революции.
Своё название (заменяемое иногда именем la Gironde «Жиронда») партия получила от департамента Жиронда (с главным городом Бордо), избравшего в октябре 1791 в Законодательное собрание депутатов местных адвокатов Верньо, Гюаде, Жансонне, Гранжнёва и молодого купца Дюко, кружок которых и был первоначальным ядром партии. К ней скоро примкнули Бриссо со своей группой (бриссотинцы), Ролан, Кондорсе, Фоше, Инар и другие.
Сторонники личной свободы, поклонники демократической политической теории Руссо, скоро начавшие выступать в республиканском духе, пламенные защитники революции, которую они желали перенести и за границы Франции, жирондисты отличались прекрасным красноречием, но не обнаружили ни организаторского таланта, ни партийной дисциплины.
С 1791 по 1793 год жирондисты были активными членами Законодательного собрания и Национального собрания. Вначале вместе с монтаньярами были частью якобинского движения. Они боролись за конец монархии, но затем восстали против перерастания революции в анархию под влиянием парижской черни, что привело к конфликту с более радикальными монтаньярами. Восстания жирондистов (лето 1793 года) потерпели поражение, что привело к господству монтаньяров и началу «эпохи террора». 21 жирондист был казнён в Париже 31 октября 1793 года.

## Разногласие с монтаньярами
Изначально жирондисты предполагали для достижения господства в Собрании воспользоваться как своими орудиями крайними демагогами, вождями клубов и деятелями революционной прессы; но постепенно между ними и более крайней партией, получившей название монтаньяров, возникло сильное соперничество, и к этой последней партии, отличавшейся большею последовательностью и решительностью и более прочной организацией, перешло господствующее положение среди революционных элементов парижского населения.
Первое разногласие между жирондистами и монтаньярами возникло по вопросу о войне за границами Франции, которую жирондисты считали необходимым начать против иностранных дворов, «вступивших в заговор» против Франции; монтаньяры также были не прочь начать эту войну, но сначала они сами хотели занять то влиятельное положение, какое в начале 1792 года уже принадлежало жирондистам. С помощью победоносной войны жирондисты мечтали стать руководящей силой Франции, преобразовав её государственное устройство в соответствии со своими политическими идеями, и стать также освободителями Европы от деспотизма.

## Жирондисты до крушения монархии
Жирондисты в первые месяцы 1792 года столь яростно нападали на внешнюю политику двора, что Людовик XVI был вынужден отправить в отставку своих министров и призвать на их место жирондистов (24 марта 1792). Главная роль в жирондистском министерстве принадлежала министру юстиции Ролану, жена которого была пламенной сторонницей политических устремлений партии; но пост министра иностранных дел занял не принадлежавший к партии Дюмурье.
Новое министерство настояло на объявлении войны Священной Римской империи (20 апреля), но само было недолговечно. Когда Людовик XVI не дал согласия на некоторые требования жирондистов, принятые Национальным собранием, Ролан обратился к королю с весьма резким по форме письмом, составленным госпожою Ролан и заключавшим в себе прямые обвинения против Людовика XVI. Результатом этого стала отставка министерства, что в свою очередь вызвало восстание в Париже 20 июня 1792 года. После этого среди жирондистов особенно выдвинулся Верньо, предложивший законодательному собранию (3 июля) объявить «отечество в опасности», а после восстания 10 августа подавший мысль о необходимости приостановить действие исполнительной власти и предоставить решение вопроса о форме правления чрезвычайному национальному Конвенту.

## 1792 год (после крушения монархии)
Крушение монархии снова вернуло власть в руки жирондистов, из представителей которых и было составлено новое правительство; его членом стал, однако, и Дантон, не принадлежавший к жирондистам и позже, во время роковых сентябрьских событий, сделавший многое для их уничтожения. Первоначально в Конвенте главенствующее положение заняли жирондисты, к которым присоединились Бюзо, Ланжюине, Петион, бывшие члены Учредительного собрания, и некоторые новые депутаты, как Барбару; однако их влияние оспаривали монтаньяры.
Жирондисты обвиняли монтаньяров в стремлении к диктатуре, но сами подверглись ответному обвинению в том, что в их намерения входило расчленить Францию («федерализм»). Солидарно с монтаньярами выступив в деле провозглашения республики и начале суда над королём, жирондисты не желали идти по этому пути далее, так же как и не желали казни Людовика XVI, понимая, что эта казнь будет началом террора внутри страны и вызовет чрезвычайные осложнения внешнеполитической обстановки.
Желая спасти короля, они предложили передать народу утверждение приговора Конвента (appel au peuple). Однако у жирондистов не хватило ни мужества, ни единодушия, чтобы настоять на принятии своего предложения. Результатом голосования, приговорившего Людовика XVI к смертной казни, по отношению к жирондистам было то, что они утратили прежнее влияние в Конвенте, хотя и продолжали избираться в председатели конвентских комиссий и занимать министерские места.
Одно время с ними искал сближения Дантон, сильно выдвинувшийся вверх в качестве министра юстиции и влиятельного демагога, но жирондисты отвергли союз с «сентябрьским убийцей и грабителем Бельгии». Монтаньяры воспользовались изменой Дюмурье, которого превратили в «жирондистского генерала», чтобы погубить всю партию, обвинив и её в измене. К монтаньярам присоединился Дантон, которого жирондисты обвиняли в сообщничестве с Дюмурье.

## 1793 год
10 апреля Робеспьер произнес в конвенте речь с прямыми обвинениями жирондистов, а Камилл Демулен выпустил против них памфлет «История бриссотинцев». 14 апреля Парижская коммуна потребовала исключения из конвента 22 жирондистов, после чего и Демулен стал советовать «бриссотинцам» добровольно уйти из конвента. Когда жирондисты воспротивились установлению потолка цен на продукты питания и организовали для восстановления порядка в Париже особый комитет, Коммуна, Якобинский клуб и революционные комитеты Парижа потребовали у конвента исключения уже 34 жирондистов.
31 мая настроенная против жирондистов Национальная Гвардия под командованием якобинца Анрио окружила Конвент, требуя исключения жирондистов, а повторное нападение 1 июня и заставило Конвент исполнить это требование, причём 31 жирондист был предан суду. Так была установлена якобинская диктатура. Исключенные жирондисты подверглись домашнему аресту, но многие спаслись бегством (Бюзо, Барбару, Петион, Гаде и другие) и организовали в провинциях восстания против Конвента, которые, однако, вскоре были подавлены.
Это ухудшило положение жирондистов, оставшихся в Париже. 31 октября по приговору революционного суда были казнены 21 жирондист (в том числе Жансонне, Бриссо, Верньо; Валазе заколол себя кинжалом в зале суда), а затем, в разное время, сложили на плахе свои головы Гранжнев, Гаде, Барбару и многие другие. Кондорсе, Петион и Бюзо отравились, а один из жирондистов утопился в Роне. Госпожа Ролан закончила жизнь на эшафоте, её муж заколол себя кинжалом. Из жирондистов уцелели, однако, около 80 человек, которые вновь заняли свои места в Конвенте после 9 термидора (Понтекулан и др.).
В партии жирондистов было много людей просвещённых, одарённых блестящими талантами, с артистическими и литературными вкусами, искренних и убеждённых идеалистов, проникнутых великодушными и благородными чувствами, веривших в силу идей, в хорошие стороны человеческой природы, в благодеяния свободы людей, честных и во многих отношениях нравственно щепетильных. При других обстоятельствах эти люди могли осуществить на практике многие из своих принципов, но им пришлось жить в те трудные времена, когда для победы от политических деятелей требовались именно те качества, которых у жирондистов не было.
Трагическая судьба партии окружила имена главных жирондистов ореолом легенды, которая лишь в XX веке стала предметом научной критики. В то же время историки, отстаивающие идеи классовой борьбы, идеализируют не жирондистов, а якобинцев как единственных и настоящих выразителей и защитников интересов народа, а в жирондистах, наоборот, видят защищавших лишь одни классовые (буржуазные) интересы. Как писал Ленин, «мы за якобинцев против жирондистов».